# Doroteu de Gaza
Doroteu de Gaza (505 — 565/620), também chamado de Aba Doroteu e Doroteu, o Eremita, foi um monge e abade cristão. Ele se juntou ao mosteiro de São Seridão, perto de Gaza, por influência dos anciãos Barsanúfio e João, o Profeta. Por volta de 540, ele fundou seu próprio mosteiro nas proximidades e se tornou abade. Ele escreveu instruções para os monges, das quais uma considerável quantidade sobreviveu e foram compiladas numa obra chamada "Instruções sobre o treinamento espiritual".